# Aquelousaure
L'aquelousaure (Achelousaurus) és un gènere de dinosaure ceratòpsid que va viure al Cretaci superior en el que avui en dia és Nord-amèrica. Era un dinosaure quadrúpede i herbívor amb un bec similar al dels lloros, amb una protuberància rugosa sobre el morro i amb dues més per darrere els ulls, i dues banyes al final del seu llarg collar ossi. L'aquelousaure podia arribar a mesurar uns sis metres de longitud.